# Van Halen Tribute: Hot for Remixes
Hot for Remixes è un album tributo dedicato alla band Van Halen pubblicato nel 1999 e caratterizzato dalla presenza di versioni techno ed elettroniche di famosi brani della band.

## Tracce
1. Unchained (KMFDM remix) (4:09)
2. Ain't Talking About Love (Razed in Black remix) (4:53)
3. So This Is Love (Sheep on Drugs remix) (3:05)
4. Runnin' With the Devil (Sigue Sigue Sputnik) (3:43)
5. Little Guitars (The Electric Hellfir) (3:04)
6. Dance the Night Away (Nitzer Ebb remix) (4:36)
7. Hot for Teacher (Astralasia) (4:56)
8. Everybody Wants Some!! (Spahn Ranch mix) (3:42)
9. Ice Cream Man (Naked Lunch remix) (3:25)
10. Atomic Punk (Pig remix) (4:58)
11. Panama (Rosetta Stone remix) (4:22)
12. Feel Your Love Tonight (Intra Venus remix) (4:18)
13. Dance the Night Away (Pigface remix) (4:08)
14. D.O.A. (Interface remix) (3:46)

## Artisti e Gruppi partecipanti
- Traccia 1: Jack Russell, Dweezil Zappa, Marco Mendoza, Eric Singer
- Traccia 2: Pretty Boy Floyd
- Traccia 3: Jeff Scott Soto, Blues Saraceno, Tony Franklin, Eric Singer
- Traccia 4: Stephen Pearcy, Jake E. Lee, Tim Bogert, Frankie Banali
- Traccia 5: David Glenn Eisley
- Traccia 6: Kevin DuBrow
- Traccia 7: John Corabi, Bruce Kulick, Tony Franklin, Gregg Bissonette
- Traccia 8: Fizzy Bamgers
- Traccia 9: Colby, Gilby Clarke, Frankie Wilsey, Fred Coury
- Traccia 10: L.A. Guns
- Traccia 11: Kelly Hanson
- Traccia 12: Marq Torien
- Traccia 13: Bang Tango
- Traccia 14: Silver Jet